# Tiberije II. Konstantin
Tiberije II. Konstantin (lat. Flavius Tiberius Constantinus Augustus), bizantski car koji je vladao od 578. do 582.
Tiberije se rodio negdje sredinom 6. stoljeća u pokrajini Traciji i to u dijelu pokrajine gdje se govorilo latinskim jezikom. Bio je blizak caru Justinu II. pa je imenovan zapovjednikom ekskubitora, tj. carske tjelesne straže. Upravo je njegova potpora bila ključna i omogućila je Justinu II. da nakon smrti cara Justinijana dođe na vlast. Nakon što je Justin II. poludio 573. godine, carica Sofija i Tiberije su preuzeli upravljanje državom. U prosincu 574. godine carica je isposlovala da car imenuje Tiberija za cezara, čime je postao prijestolonasljednik i suvladar, te je uzeo ime Tiberije II. Konstantin. 
Tiberije je smjesta počeo trošiti novac na vojsku i svoje pristašama, pa je na taj način postao jako popularan. Financirao je gradnju Velike palače u Carigradu, te druge važne građevinske projekte, ukinuo poreze na vino i kruh. Svojim je pristalicama djelio skupe darove, a čak je okončao i progone monofizita. Avarima je godišnje plaćao 80.000 dukata da čuvaju granicu na Dunavu. To mu je omogućilo da prebaci trup na istok i posveti se isključivo ratu protiv Perzijanaca. No njegova je darežljivost vrlo brzo ispraznila carsku riznicu. 
575. godine započeo je veliko novačenje kako bi uvećao bizantske snage za nadolazeći pohod protiv Perzije, jer je isteklo jednogodišnje primirje. Perzijanci su ponudili produženje primirja za pet godina uz istu cijenu od 45.000 dukata. No Tiberije je to odbio. Pristao je na trogodišnje primirje uz smanjeni iznos danka na 30.000 dukata godišnje, s tim da primirje opet ne bi obuhvatilo Armeniju. 
Sklapanje primirja mu je omogućilo da se usredotoči na druga područja carstva. U Italiji se nakon ubojstava langobardskih kraljeva Alboina 573. i Klefa 574. država raspala na više vojvodstava. Želeći iskoristiti tako povoljnu situaciju, car je poslao vojsku u Italiju pod zapovjedništvom Baduarija, zeta cara Justina II. No 576. godine je Baduarije poginuo u bitci protiv Langobarda, a oni su to iskoristili da se prošire na račun bizantskog teritorija. Prije nego što je car uspio poslati pojačanja u Italiju, Perzijanci su napali Armeniju. Zbog toga je car odlučio pribječi političkim spletkama. Potrošio je 200.000 dukata i sklopio saveznišvo s brojnim langobardskim vojvodama, a oni su spriječili izbor novog langobardskog kralja narednih deset godina.
U Armeniji su Perzijanci postigli početne uspjehe protiv Bizantinaca zauzevši gradove Sebasteja i Metilene, no zapovjednik bizantske istočne vojske Justinijan ih je na kraju ipak prisilio na povlačenje. No Perzijanci su ponovno napali 577. godine i porazili bizantsku vojsku. zapovjednik vojske Justinijan je ubrzo nakon toga umro, pa je car za njegova nsljednika imenovao Mauricija, te poslao pojačanja na istočnu bojišnicu. Uoči završetka trogodišnjeg primirja Perzijanci su napali bizantsku Mezopotamiju, no Mauricije je za odmazdu napao Perziju i zauzeo gradove Afumon i Singaru.
578. godine umro je i car Justin II., pa je Tiberije II. Konstantin vladao sam. Da bi proslavio taj događaj, car je naredne četiri godine smanjio porez za 25%. carica udovica Sofija j počela vršiti pritisak na cara da se razvede i vjenča za nju, no on je to uspješno izbjegao. Mauricijev uspjeh na istočnom ratištu ponovno je omogućio caru da pošalje vojsku u Italiju, a upleo se i u prilike u Hispaniji i sjevernoj Africi. No ubrzo se car ponovno morao posvetiti istočnom dijelu carstva. Avari su uočili da na Balkanu nema dovoljno bizantskih trupa. pa su zatražili da im car ustupi grad Sirmium-današnju Srijemsku Mitrovicu, a kada je car to odbio, počeli su ga opsjedati. Istovremeno su i Slaveni počeli provaljivati na Balkan u sve većem broju. 
Novi perzijski car Hormizd II. je odlučio iskoristiti probleme Bizantinaca, pa je odbio sklopiti primirje. Zbog toga je Mauricije poveo niz uspješnih pohod na perzijski dio Armenije. Kako se morao usredotočiti na prilike na istoku, car je morao popustiti Avarima i 582. godine predao im je Sirmium. Da bi stanovnici sigurno mogli napustiti grad, car je morao platiti Avarima neplaćeni danak za tri godine u iznosu od 240.000 dukata. 
Car se teško razbolio 582. godine. Svojim nasljednicima je imenovao Mauricija i Germana i svakoga zaručio za svoje kćeri. Obojica su dobila i titulu cezara. Neki povjesničari u tome vide namjeru cara da carstvo podijeli na dva dijela, tako da bi German vladao na istoku, a Mauricije na zapadu. Međutim 13. kolovoza 582. Tiberije II. je samo Mauricija okrunio za cara. Car je umro već idućeg dana. 
| Prethodnik: | Bizantski carevi | Nasljednik: |
| Justin II.  | Bizantski carevi | Mauricije   |